# Bold-Venture-Stausee
Koordinaten: 53° 41′ 32″ N, 2° 28′ 21″ W
Der Bold-Venture-Stausee ist ein Stausee in Darwen, Lancashire, in England. Er wurde im Jahr 1844 von einem Mühlenbesitzer bei einem Steinbruch am Rand eines Moores oberhalb der Stadt angelegt. Der Stausee hatte damals einen Stauinhalt von 20.000 Kubikmetern und der Absperrdamm war 10 m hoch. Er brach am 23. August 1848, als er bei einem Unwetter überflutet wurde. Dabei entstand eine Überschwemmung in Darwen, wobei zwölf Menschen ums Leben kamen.

## Das Unglück
Das Unglück geschah in der Nacht, als die Menschen in ihren Häusern schliefen. Die Flutwelle stürzte den Peggy Brook entlang, traf auf die Water Street, wo es in die Häuser eindrang, die Keller überflutete, dann weiter zur Bury Street und zur Market Street. Besonders in diesen beiden Straßen ertranken die Menschen in ihren Kellern. Darunter waren auch Kinder und ein Baby.
Ein Überlebender war John Lassey. Er kletterte auf einen Tisch und überlebte mit nur 5 cm Luft zwischen dem Wasser und der Zimmerdecke.
Eine Untersuchung ergab danach, dass es sich um einen Unglücksfall handelte und dass im Falle des Wiederaufbaus des Dammes ein größerer Überlauf gebaut werden sollte.
Heute liegt an derselben Stelle ein See im Bold Venture Park. In dem Park erinnern Skulpturen an einem Rundweg an das Ereignis.